# Бой при Рейхенберге
Бой при Рейхенберге (нем. Gefecht bei Reichenberg) — сражение у богемского города Рейхенберг (Райхенберг) (ныне Либерец), состоявшееся 21 апреля 1757 года в ходе Семилетней войны, в преддверии битвы под Прагой, между 14-тысячным прусским корпусом герцога Бевернского и австрийским корпусом графа Кёнигсегга.

## Перед боем

Вторжение прусской армии в Богемию в 1757 году

18 апреля 1757 года прусская армия, действуя несколькими колоннами, вторглась в Богемию. Ей противостояла австрийская армия под началом недавно назначенного главнокомандующим принца Лотарингского, рассредоточенная на четыре, довольно далеко друг от друга отстоящих отряда.
Герцог Бевернский возглавлял одну из четырёх основных колонн прусской армии вторжения, наступавшей на восточном берегу Эльбы от Лаузица в направлении Юнгбунцлау (ныне Млада-Болеслав в Чехии), где находился большой магазин австрийской армии. Под его началом было, по разным источникам, от 18 до 20,3 тысяч человек.
В то время, как остальные прусские отряды продвигались, не встречая сопротивления, — австрийцы, для которых прусское наступление явилось полной неожиданностью, отступали без боя, стягиваясь к Праге, — герцогу Бевернскому пришлось прокладывать путь с боями. Его противником на этом направлении был австрийский генерал-фельдцейхмейстер граф Кёнигсегг, 28-тысячная армия которого располагалась на зимних квартирах в Северной Богемии, в Рейхенберге, недалеко от границы с Лаузицем.
Сначала пруссакам пришлось столкнуться с сопротивлением в местечке Течен (ныне — Дечин), занятом небольшим отрядом хорватов под командованием графа Бутлера. 200 хорватов графа на четыре дня задержали двухтысячный прусский отряд и затем совершили прорыв, увезя с собой даже всю свою артиллерию, состоявшую из двух конных орудий.
20 апреля авангард герцога несколько раз, и довольно успешно, атаковала австрийская кавалерия; лишь подход подкрепления позволил пруссакам отбиться. На следующий день, 21 апреля, у Рейхенберга произошло столкновение с основными силами Кёнигсегга.

## Ход боя
В столкновении участвовало от 13,6 до 16 тысяч пруссаков и от 10,5 до 14 тысяч австрийцев. Австрийские укрепления были возведены ещё накануне, зимой, и располагались по обе стороны реки Нейсе, опираясь, как при Лобозице, флангами на возвышенности. Основная позиция австрийцев (8 батальонов с 18 тяжёлыми орудиями под началом генерала Ласси) находилась на правом берегу реки, где ожидалась прусская атака. Пруссаки подошли, однако, по левому берегу, так, что солдатам Ласси довелось лишь быть свидетелями происшедшего боя.
Прежде, чем начать штурм австрийских укреплений, пруссакам необходимо было сначала справиться с австрийской кавалерией (3 полка кирасир и драгуны), стоявшей в низине на крайнем левом фланге австрийцев. Это удалось не сразу, а лишь со второй попытки в результате привлечения резервов. Выведя из строя кавалерию противника, покинувшую поле боя, прусские войска, после артобстрела, под прикрытием которого были наведены переправы через ручей, протекавший перед австрийскими позициями, взяли штурмом укрепления австрийцев. Кёнигсегг пытался собрать подкрепления для контратаки, однако, пруссакам, неутомимым преследованием разбитого противника удалось сорвать эту попытку.
Бой продолжался 6 часов, с 5 до 11 утра, и обошёлся прусской армии потерей 643 человек, из них 28 офицеров. Австрийские потери составили приблизительно тысячу человек. Кёнигсегг отошёл на новую позицию, в 10 километрах от прежней, где в тот же день соединился с деташированными прежде частями своей армии, после чего последовал к Праге. 
Ласси, покинувший Рейхенберг одновременно с Кёнигсеггом, командовал арьергардом его армии. Генерал Винтерфельд возглавил преследование австрийцев. По австрийским источникам, отступление прошло организованно и без потерь, по прусским — Винтерфельду удалось захватить много пленных и австрийские обозы.

## Результаты
Победив в бою, герцог Бевернский проследовал дальше на соединение с 30-тысячной армией фельдмаршала Шверина, наступавшей слева от него. Шверин имел противником нерешительного фельдмаршала Сербеллони, стоявшего лагерем в Кёниггрэце (ныне Градец-Кралове). При продвижении вглубь Богемии ему пришлось выдержать лишь небольшие стычки с арьергардом противника. Несмотря на грозные приказы принца Лотарингского, Сербеллони никак не отваживался отойти к Праге и покинуть магазины в Юнгбунцлау. Когда он, наконец, решил сдвинуться с места, у него не осталось времени уничтожить запасы. Пруссакам, соединившимся у Юнгбунцлау, без боя досталась богатая добыча, оценивавшаяся в 5 миллионов гульденов. К Праге Сербеллони также опоздал, в сражении 6 мая его войска не участвовали.